# Ottilie Genée

Ottilie Genée

Ottilie Genée, auch Ottilie Fritzsch, (* 4. August 1834 in Dresden; † 14. November 1911 in Eberswalde) war eine deutsche Theaterschauspielerin und Opernsängerin (Sopran).

## Leben
Die Schwester von Richard Genée und Rudolf Genée debütierte bereits als Kind am Stadttheater Danzig, das ihr Vater Friedrich Genée seit 1841 leitete. Später trat sie auch in Breslau und am Stadt-Theater Hamburg auf. 1850 holte man sie mit 16 Jahren an das neueröffnete Friedrich-Wilhelm-Städtische Theater in Berlin. Von dort wechselte sie ans Krollsche Theater und konnte dort als Soubrette (Hosenrollen) große Erfolge feiern. Dadurch angespornt, begannen Autoren wie Ernst Dohm, Eduard Jacobson, David Kalisch oder August Weirauch, ihr Rollen auf den Leib zu schreiben. Während dieser Zeit gab Genée auch immer wieder Gastspielauftritte an verschiedenen deutschen und österreichischen Bühnen.
1869 ging sie auf eine große Tournee durch die USA. Dort leitete sie in San Francisco das Deutsche Theater. 1884 kehrte sie nach Deutschland zurück und war die nächsten Jahre auf den verschiedensten deutschen Bühnen zu sehen. Auf besonderen Wunsch des deutschen Kaisers Wilhelm I. trat sie im Stadttheater von Bad Ems und im Hoftheater Kassel auf.
Nach einer weiteren Tournee durch die USA ließ sie sich 1891 in Berlin nieder und betätigte sich dort als Lehrerin für dramatische Kunst. 1897 übertrug ihr der Generalintendant des königlichen Schauspielhauses die Leitung der diesem angegliederten Schauspielschule.
Im Alter von 77 Jahren starb Ottilie Genée am 14. November 1911 in Eberswalde und fand dort auch ihre letzte Ruhestätte.
Sie war verheiratet mit dem Theaterdirektor Charles Fritzsch.

## Schüler
- Elsa Marguérite Galafrés

## Rollen (Auswahl)
- Pfefferrösel – Pfeffer-Rosel oder die Frankfurter Messe im Jahre 1297 (Charlotte Birch-Pfeiffer)
- Clothilde – Stadt und Land (Christian Hinrich Spieß)
- Evchen – Der verwunschene Prinz : Schwank in drei Aufzügen (Johann von Plötz 1786–1856)
- Jerold – Die Bummler von Berlin (Eduard Jacobson)
- Näherin – Der Gesindeball (Eduard Jacobson und Jean Kren)